# Brünn (Münnerstadt)
Brünn (ⓘ) ist ein Gemeindeteil der Stadt Münnerstadt im unterfränkischen Landkreis Bad Kissingen in Bayern.

## Geographische Lage
Das Kirchdorf liegt drei Kilometer östlich von Münnerstadt an der Lauer. Den Ort berührend, verläuft die Staatsstraße 2282 westwärts über Althausen nach Münnerstadt und ostwärts nach Kleinwenkheim.

## Geschichte
Bereits im Jahre 899 wurde der Ort erstmals urkundlich erwähnt. 1217 wurde das Dorf an das Kloster Bildhausen verkauft. Bis ins 17. Jahrhundert wurde in Brünn Wein angebaut. Ab 1862 gehörte der Ort zum Landkreis Bad Kissingen. 
Die Kirche St. Sebastian wurde um 1400 erbaut und ist dem Heiligen Sebastian geweiht. Sie wurde 1957 erweitert.
Am 1. Januar 1972 wurde Brünn im Zuge der Gebietsreform in Bayern nach Münnerstadt eingemeindet.

## Sonstiges
- In Brünn befindet sich ein Kindergarten.